# Sins of the Father
Sins of the Father es el decimotercer episodio de la cuarta temporada y octagésimo segundo episodio a lo largo de la serie de televisión estadounidense de drama y ciencia ficción, Arrow. El episodio fue escrito por Ben Sokolowski y Keto Shimizu y dirigido por Gordon Verheul. Fue estrenado el 10 de febrero de 2016 en Estados Unidos por la cadena The CW.
Nyssa le ofrece a Oliver la cura para la sed de sangre de Thea a cambio de asesinar a Malcolm. Mientras Oliver se niega a aceptar la oferta de Nyssa, Felicity se enfrenta con su padre, quien le pide la oportunidad de acercarse a ella. Malcolm accede a ceder el poder de la Liga de Asesinos a Nyssa a cambio de la cura para Thea pero las cosas se salen de control. Finalmente, Oliver acude a Nyssa y Malcolm con un nuevo plan que acabará con las disputas entre ambos y salvará la vida de su hermana.

## Elenco
- Stephen Amell como Oliver Queen/Flecha Verde.
- Katie Cassidy como Laurel Lance/Canario Negro.
- David Ramsey como John Diggle/Spartan.
- Willa Holland como Thea Queen/Speedy.
- Emily Bett Rickards como Felicity Smoak/Overwatch.
- John Barrowman como Malcolm Merlyn/Ra's al Ghul.
- Paul Blackthorne como el capitán Quentin Lance.

## Continuidad
- Damien Darhk fue visto anteriormente en Blood Debts.
- Quentin Lance fue visto anteriormente en A.W.O.L.
- Nyssa le dice a Oliver que existe una cura para la sed de sangre de Thea y se la dará a cambio de que asesine a Malcolm.
- Felicity y Laurel le dicen a Oliver que acepte el trato de Nyssa pero este se niega.
- Nyssa acepta entregar la cura a cambio de que Malcolm renuncie al trono de la Liga de Asesinos.
- Felicity descubre que su padre es The Calculator.
- Donna le dice a Felicity que no se fíe de su padre ya que siempre dice lo que quieren oír.
- Malcolm le tiende una trampa a Nyssa pero esta logra escapar.
- Oliver aconseja a Malcolm retar a Nyssa a un duelo a muerte por el trono de la Liga de Asesinos.
- Malcolm le revela a Oliver que sabe sobre la existencia de William.
- Oliver toma el lugar de Nyssa en el duelo y le corta la mano a Malcolm, obteniendo así el anillo de la Cabeza del Demonio y se lo entrega a Nyssa.
- Nyssa disuelve la Liga de Asesinos.
- Felicity le confiesa a Oliver sentirse culpable por haber hecho que arrestaran a su padre.
- Malcolm le revela a Damien Darhk que Oliver tiene un hijo.

## Desarrollo

### Producción
La producción de este episodio comenzó el 23 de noviembre y terminó el 3 de diciembre de 2015.

### Filmación
El episodio fue filmado del 4 de diciembre al 15 de diciembre de 2015.